# 第1次シャフリル内閣
第1次シャフリル内閣 (だいいちじ シャフリル ないかく、インドネシア語: Kabinet Sjahrir Pertama)は大統領内閣の後に結成され、1945年 11月14日から 1946年 2月28日まで統治されました。前の内閣との主な違いは、この内閣では大臣が政党から任命されたことでした。 この内閣はスータン・シャフリル氏が率いる。

## 背景
第1次シャフリル内閣は、1945年 11月11日、事実上の立法機関である中央インドネシア国民委員会からの要請を受けて発足した。同委員会は、スカルノ大統領の長ではなく内閣に政府の責任を負わせることを望んでいた。 内閣は解散され、スータン・シャフリルが首相に就任するよう求められた。 シャフリール氏は自身の閣僚を任命することを条件に要請を受け入れた。

## 内閣の顔ぶれ・人事
第一次シャフリル内閣では、大統領内閣から閣僚が復職することはなかった。 樹立された政府は、国家主義政党と宗教政党の代表を擁する包括的なものとなることを意図しており、その後、インドネシア・イスラム・シャリカット党が宗教政党の代表となった。
| 職名               | 氏名 | 氏名                              | 期間                                       | 期間           | 内閣 | 内閣         |
| 職名               | 氏名 | 氏名                              | 就任日                                     | 事務所完成日   | 内閣 | 内閣         |
| ------------------ | ---- | --------------------------------- | ------------------------------------------ | -------------- | ---- | ------------ |
| 内閣総理大臣       |      | スータン・シャフリル              | 1945年11月14日                             | 1946年 2月28日 |      | 社会党       |
| 外務大臣           |      | スータン・シャフリル              | 1945年11月14日                             | 1946年 2月28日 |      | 社会党       |
| 内務大臣           |      | スータン・シャフリル              | 1945年11月14日                             | 1946年 2月28日 |      | 社会党       |
| 内務副大臣         |      | ミスター・ハルマニ                | 1945年11月14日                             | 1946年 2月28日 |      |              |
| 人民安全保障大臣   |      | アミール・シャリフディン          | 1945年11月14日                             | 1946年 2月28日 |      | 社会党       |
| 内人民安全保障大臣 |      | アブドゥル・ムラド                | 1945年11月14日                             | 1946年 1月7日  |      | 社会党       |
| 内人民安全保障大臣 |      | ソエギノ・ヨソダイニングラット    | 1946年 1月7日                              | 1946年 2月28日 |      | 無所属       |
| 司法大臣           |      | ミスター・スワンディ              | 1945年11月14日                             | 1946年 2月28日 |      |              |
| 逓信大臣           |      | アミール・シャリフディン          | 1945年11月14日                             | 1946年 1月3日  |      | 社会党       |
| 逓信大臣           |      | モハマッド・ナシール              | 1946年 1月3日                              | 1946年 2月28日 |      | マシュミ     |
| 大蔵大臣           |      | スナルジョ・コロパキング          | 1945年11月14日                             | 1945年12月5日  |      |              |
| 大蔵大臣           |      | スラチマン・チョクロディスルジョ  | 1945年12月5日                              | 1946年 2月28日 |      |              |
| 繁栄大臣           |      | ダルマワン・マングンクスモ        | 1945年11月14日                             | 1946年 2月28日 |      |              |
| 運輸大臣           |      | アブドゥルカリム                  | 1945年11月14日                             | 1946年 2月28日 |      |              |
| 公共事業大臣       |      | アビクスノ・チョクロスヨソ        | 1945年11月14日                             | 1946年 2月28日 |      | キリスト教党 |
| 社会大臣           |      | アジ ダルモ チョクロネゴロ        | 1945年11月14日                             | 1945年12月5日  |      | 社会党       |
| 社会大臣           |      | スダルソノ                        | 1945年12月5日                              | 1946年 2月28日 |      | 社会党       |
| 文部大臣           |      | トゥドゥン スータン グヌン ムリア | 1945年11月14日                             | 1946年 2月28日 |      | キリスト教党 |
| 保健大臣           |      | ダルマ セティアワン               | 1945年11月14日                             | 1946年 2月28日 |      |              |
| 国務大臣           |      | モハマド・ラスジディ （宗教大臣） | 1945年11月14日 （宗教大臣, 1946年 1月3日） | 1946年 2月28日 |      | マシュミ     |

## 内閣プログラム
1. 国民主権に基づく地方自治の構造を改善する。
2. インドネシア共和国を維持し、正義と人道に基づく社会の発展を図る努力において、すべての人々のエネルギーの調整を達成する。
3. 食料の配布などを通じて人々の繁栄の向上に努める。
4. インドネシア共和国の金銭問題に関する解決を早めようとしている。

## 内閣の動き
第1次シャフリル内閣のかなり短い在任期間中にいくつかの変化があった。 1945年12月5日、ソエナルジョ・コロパキング大蔵大臣とアジ・ダルモ・チョクロノゴロ社会大臣が辞任し、後任にそれぞれソエラハマン・チョクロディソエルジョとスダルソノ・マンゴエナディコエソエモが就任した。 1946年1月3日、国務大臣モハマド・ラスジディが宗教大臣に任命され、同日設立された新しい省を率いた。 翌日、モハマド・ナツィールがアミール・シャリフェディンの後任として情報大臣に就任した。 1946年 1月7日、アブドゥル モエラド人民安全保障副大臣の後任にソエギノ ジョソディニングラットが任命され、省の名称は国防省に変更されました。

## 内閣の解散
第一次シャフリル内閣は、オランダ植民地軍がインドネシアを去る前にシャフリルがオランダと妥協する用意があることを巡って、政治家タン・マラカ率いる闘争協会とシャフリルとの間で対立が生じ、解散された。 タン・マラカは広く国民の支持を得た挙国一致内閣の樹立を求めたが、1946年2月28日のシャフリルの辞任で幕を閉じた。